# Bounce (singolo Bon Jovi)
Bounce è una canzone dei Bon Jovi, scritta da Jon Bon Jovi, Richie Sambora, Andreas Carlsson, e Desmond Child. Fu estratta come quarto e ultimo singolo dall'ottavo album in studio del gruppo, Bounce, nel 2003. Fu pubblicato solo per il Nord America e, forse anche per questo motivo, del brano non è stato realizzato un videoclip. La hit raggiunse la posizione #39 della classifica Mainstream Rock Tracks negli Stati Uniti.
La canzone è una dedica dei Bon Jovi a Bill Belichick, storico allenatore dei New England Patriots, squadra di football americano militante nella NFL. Più specificamente, il testo di Bounce allude alla varie difficoltà che ha dovuto incontrare Belichick prima di arrivare finalmente a vincere un Super Bowl.

## Classifiche
| Classifica (2003)             | Posizione massima |
| ----------------------------- | ----------------- |
| Stati Uniti (mainstream rock) | 39                |

## Formazione
- Jon Bon Jovi - voce
- Richie Sambora - chitarra solista, seconda voce
- David Bryan - tastiere, seconda voce
- Hugh McDonald - basso, seconda voce
- Tico Torres - batteria, percussioni